# ريغي غيفنز
ريغي غيفنز (بالإنجليزية: Reggie Givens)‏ هو لاعب كرة قدم أمريكية ولاعب كرة قدم كندية أمريكي، ولد في 3 أكتوبر 1971 في إمبوريا في الولايات المتحدة.

## وصلات خارجية
- ريغي غيفنز على موقع مرجع كرة القدم المحترفة.كوم (الإنجليزية)